# 마쓰다이라씨
마쓰다이라 씨(일본어: 松平氏 마쓰다이라시[*])는 무로마치 시대에 흥한, 미카와국 가모군 마쓰다이라향(아이치현 도요타시 마쓰다이라정)의 재지 소호족이며, 후에 에도 막부의 세이이타이쇼군이 된 도쿠가와씨의 모체이다. 무로마치 시대에는 이세씨의 피관(被官)으로써 활약했다. 에도 시대에는 도쿠가와 쇼군가의 일문, 혹은 쇼군가와 조상을 같이하는 후다이의 가신의 성(姓)이 되거나, 쇼군가가 세력・격식을 갖춘 토자마 다이묘에게 내린 칭호로서의 역할도 한 성씨이다.

## 마츠다이라씨의 기원

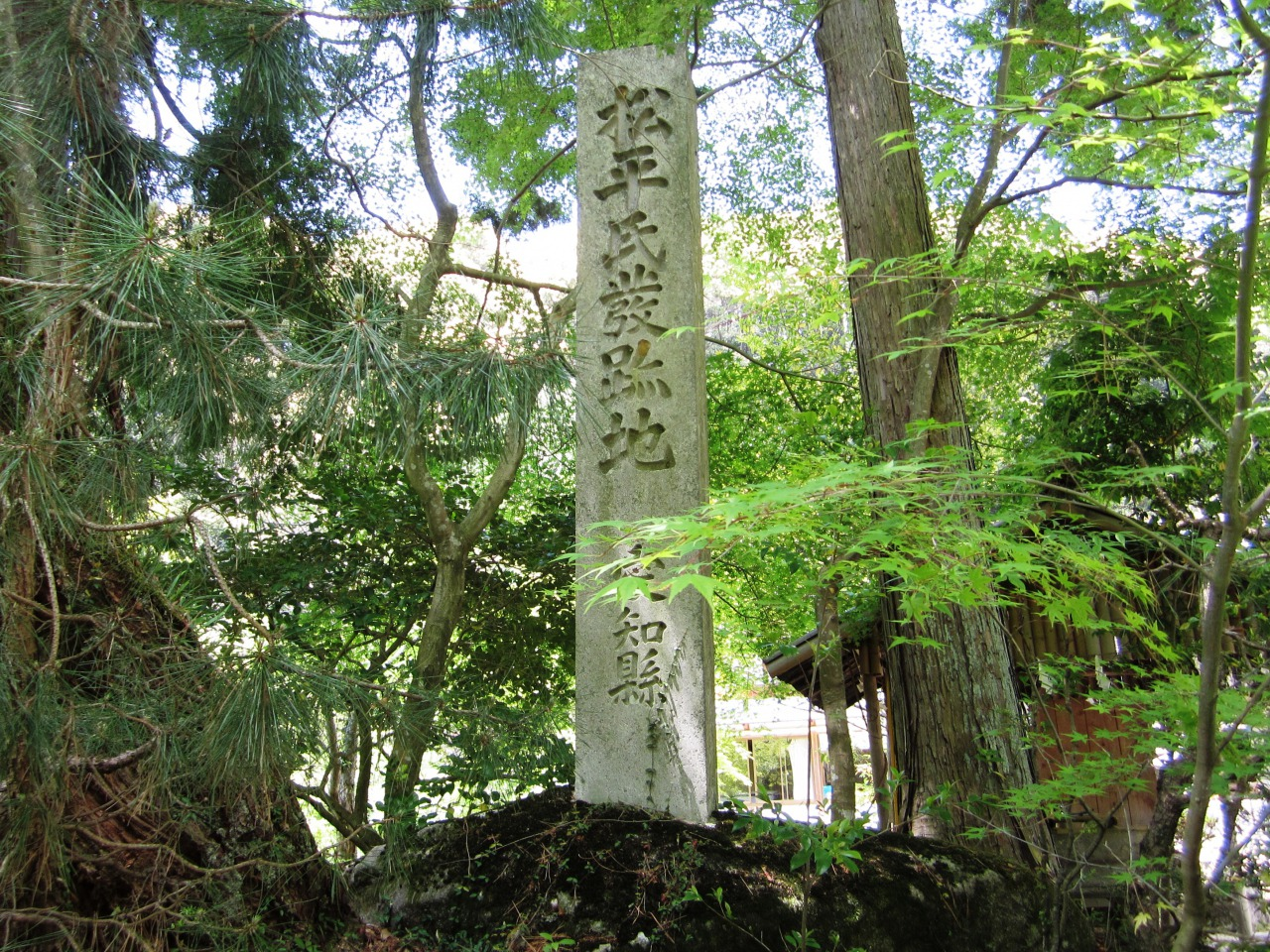
마츠다이라씨 발적지 (아이치현 도요타시 (니시미카와) 마츠다이라정. 옛 미카와국 카모군 (시게하라번) 마츠다이라향, 히가시카모군 마츠다이라촌, 마츠다이라정 마츠다이라)

마츠다이라씨에 대해 동시대 자료에서 확인 할 수 있는 가장 오래된 기록은 3대 마츠다이라 노부미츠 이후에 대한 것이며, 그 이전에는 분명하지 않다.
후세의 도쿠가와씨・마츠다이라씨의 계보에 의하면, 도쿠가와씨의 조상이 되는 마츠다이라 치카우지는 세이와 겐지 닛타씨의 지류에서 코즈케국 닛타군 닛타노쇼 에가와향(得川郷, 현재 군마현 오타시 도쿠가와정)를 거점으로 하는 도쿠가와 요시스에 (세라다 요시스에, 도쿠가와 사부로 요시히데)의 후예라고 칭하는 시종의 승려로, 마츠다이라향의 영주 마츠다이라 타로자에몬 소위 노부시게의 사위가 되어 그 이름을 이어 마츠다이라 치카우지라고 했다.

## 이세씨의 가신
동시대의 사료에 따라 실존한 것을 확인할 수 있는 것은, 치카우지의 자녀 또는 야스치카의 자녀인 마츠다이라 노부미츠로서, 무로마치 막부의 만도코로 집사 이세씨의 피관이 되어 교토에 출사했다고 기록된 것이 무가로서의 마츠다이라가의 첫 출발이다. 이로써 미카와의 아시카가 쇼군가의 직할령인 고료소 경영을 장악한 노부미츠는 마츠다이라향에서 볼때 남쪽 평야의 현관인 누가타군 이와즈성 (오카자키시 북부 이와즈정)으로 거성을 옮기자, 니시미카와의 히라노부로 세력을 확대해 각지에 제자를 분봉하고 18 마츠다이라로 불리는 다수의 분가를 창설했다. 또, 같은 무렵 (간쇼 연간)에 오미국 스가우라장・오우라장 (시가현 나가하마시 니시아자이정 스가우라・오우라)에 파견된 교고쿠씨의 대관에 마츠다이라 마스치카라는 인물이 있어, 간쇼 2년 (1461년) 10월 13일, 교토의 히노 카츠미츠의 명에 의해, 이전부터 대관이 습격당하는 등, 대립하고 있던 스기우라 주민에게 군사 공격을 가할때에는 오우라 주민뿐만 아니라, 미카와로부터 휘하의 원군이 수만기 정도 동원되었다고 기록되어있다. 이 오미의 마츠다이라씨도 미카와의 마츠다이라씨 (미카와 마츠다이라씨)의 동족 중 한명으로 여겨진다.

## 미카와 슈고 잇시키씨의 쇠퇴
미카와의 슈고는 잇시키씨였지만, 야마나씨의 여당인 잇시키씨의 세력을 두려워한 무로마치 막부 6대 쇼군 아시카가 요시노리는 미카와 슈고 잇시키 요시츠라를 암살하고, 암살에 공이 있던 관령 호소카와씨 일족 호소카와 모치츠네를 갑자기 미카와 슈고로 임명했다. 이로 인해, 미카와 국내는 내전 상태가 되어, 이노쿠치 성채 (오카자키시 이노쿠치정)를 거점으로 한 누카다군 농민봉기도 생겼다. 이 기회를 탄 막부 만도코로 집사 이세 사다치카 피관의 호쿠산의 마츠다이라 노부미츠나 오와리 출신의 토다 무네미츠가 득세했다. 오닌의 난에서 마츠다이라 노부미츠는 미카와 슈고 호소카와 시게유키와 함께 미카와 복권을 노리는 잇시키씨를 꺾었다. 또한 마츠다이라씨는 노부미츠 때의 내실이 잇시키 무네요시의 딸이어서, 잇시키씨와 인척관계였다고 한다.

## 전국 시대때의 마츠다이라씨

### 안죠 마츠다이라가의 발전

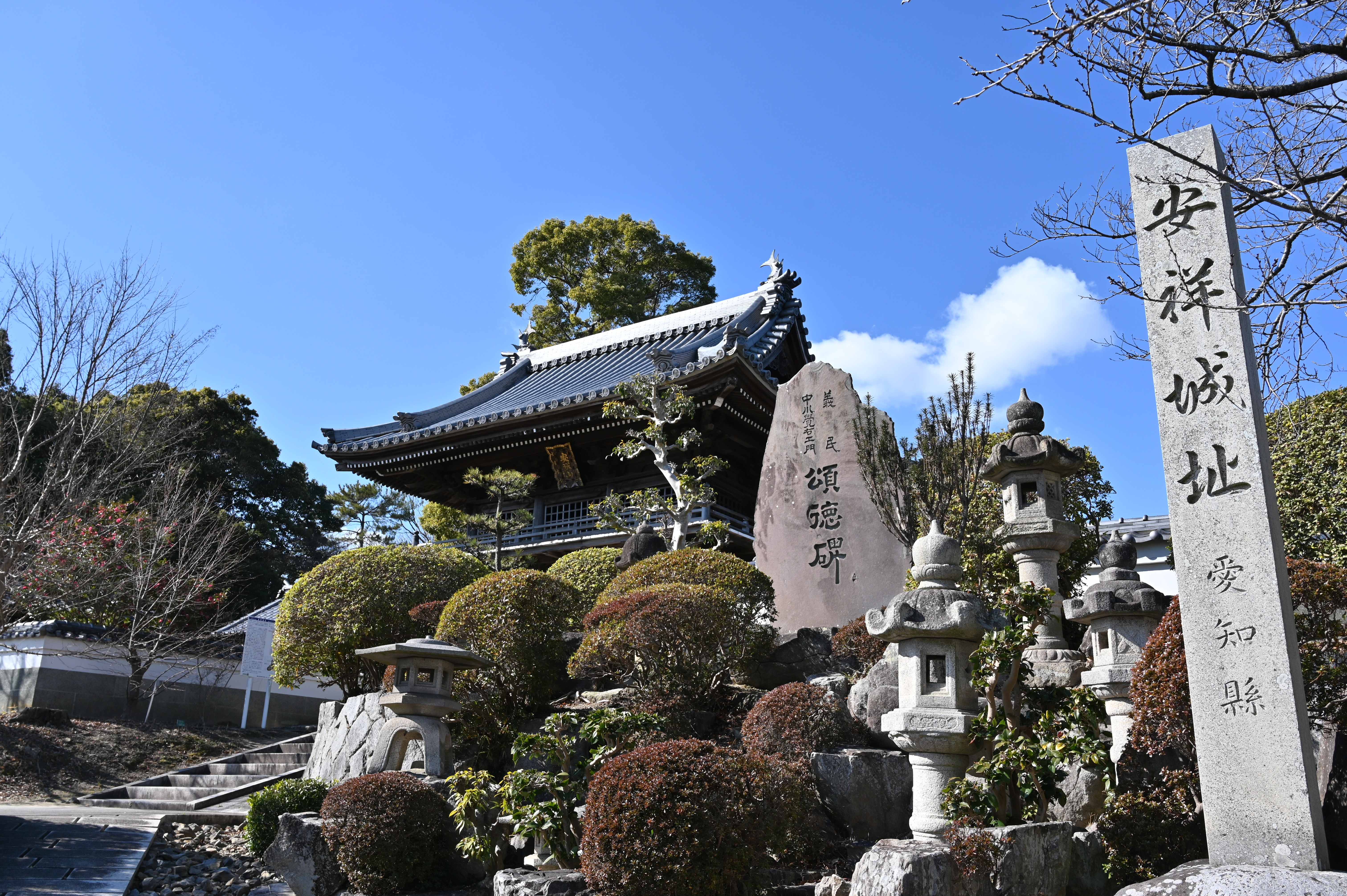
안죠 마츠다이라가의 발상지인 안죠성 유적 (아이치현 안죠시 안죠정)

전국 시대의 노부미츠는 이와즈에서 남쪽으로 내려와, 오카자키성이나 안죠성을 세력 하에 두는 등, 세력을 확대해 자신의 자식을 분립해서 타케노야 마츠다이라가, 안죠 마츠다이라가, 카타노하라 마츠다이라가, 오카자키 마츠다이라가 (오오쿠사 마츠다이라가), 고이 마츠다이라가 (후코우즈 마츠다이라가), 노미 마츠다이라가, 마루네 마츠다이라가, 마키노우치 마츠다이라가, 나가사와 마츠다이라가와 같은 분가를 각지에 두었다.
노부미츠의 아들 가운데, 헤키카이군 안죠성 (안죠시)을 부여받은 안죠 마츠다이라 초대 당주인 3남 치카타다 (1501년 사망, 후에 종가 4대 당주로 꼽힘)는 이다노 (오카자키시 이다정 근처)에서 나카조씨 등을 물리치고 무용을 높인 것 외, 당초 주어지고 있던 카모다향 (오카자키시 카모다정)의 관지에, 증상사 카이잔 성총손 제자의 우저를 불러 마츠다이라씨 보리사 다이쥬지를 건립했다.

## 폐번치현까지 존재했던 마츠다이라를 칭했던 다이묘 목록
번명은 폐번치현 당시 이름

### 이에야스 전의 분류의 마츠다이라가
- 카타노하라 마츠다이라가 (탄바국 카메야마번. 유신 후 자작)
- 노미 마츠다이라가 (분고국 키츠키번. 유신 후 자작)
- 후코즈 마츠다이라가 (히젠국 시마바라번. 유신 후 자작)
- 오규 마츠다이라가 (미카와국 니시오번. 유신 후 자작)
  - 치카요시류 오규 마츠다이라가 (분고국 후나이번. 유신 후 오규(大給)로 개성하여 자작)
  - 노리마사류 오규 마츠다이라가 (미노국 이와무라번. 유신 후 자작)
  - 마츠구류 오규 마츠다이라가 (시나노국 타츠오카번. 유신 후 오규(大給)로 개성하여 자작→백작)
- 타키와키 마츠다이라가 (카즈사국 사쿠라이번. 유신 후 타키와키(滝脇)로 개성하여 자작)
- 사쿠라이 마츠다이라가 (셋츠국 아마가사키번. 유신 후 사쿠라이(桜井)로 개성하여 자작)
- 후지이 마츠다이라가 (데와국 카미노야마번. 유신 후 자작)
  - 타다하루류 후지이 마츠다이라가 (시나노국 우에다번. 유신 후 자작)

## 같이 보기
- 도쿠가와씨
- 에도 막부